# 凯瑟琳·霍利
凯瑟琳·霍利（1971年—2021年）是一位英国哲学家，圣安德鲁斯大学教授，2016年当选爱丁堡皇家学会会士，2020年当选英國國家學術院院士，主要作品有入选牛津通识读本的《信任》（Trust）等。